# 奧爾巴赫河 (韋斯特納赫河支流)
48°02′55″N 10°27′36″E / 48.04853°N 10.45992°E

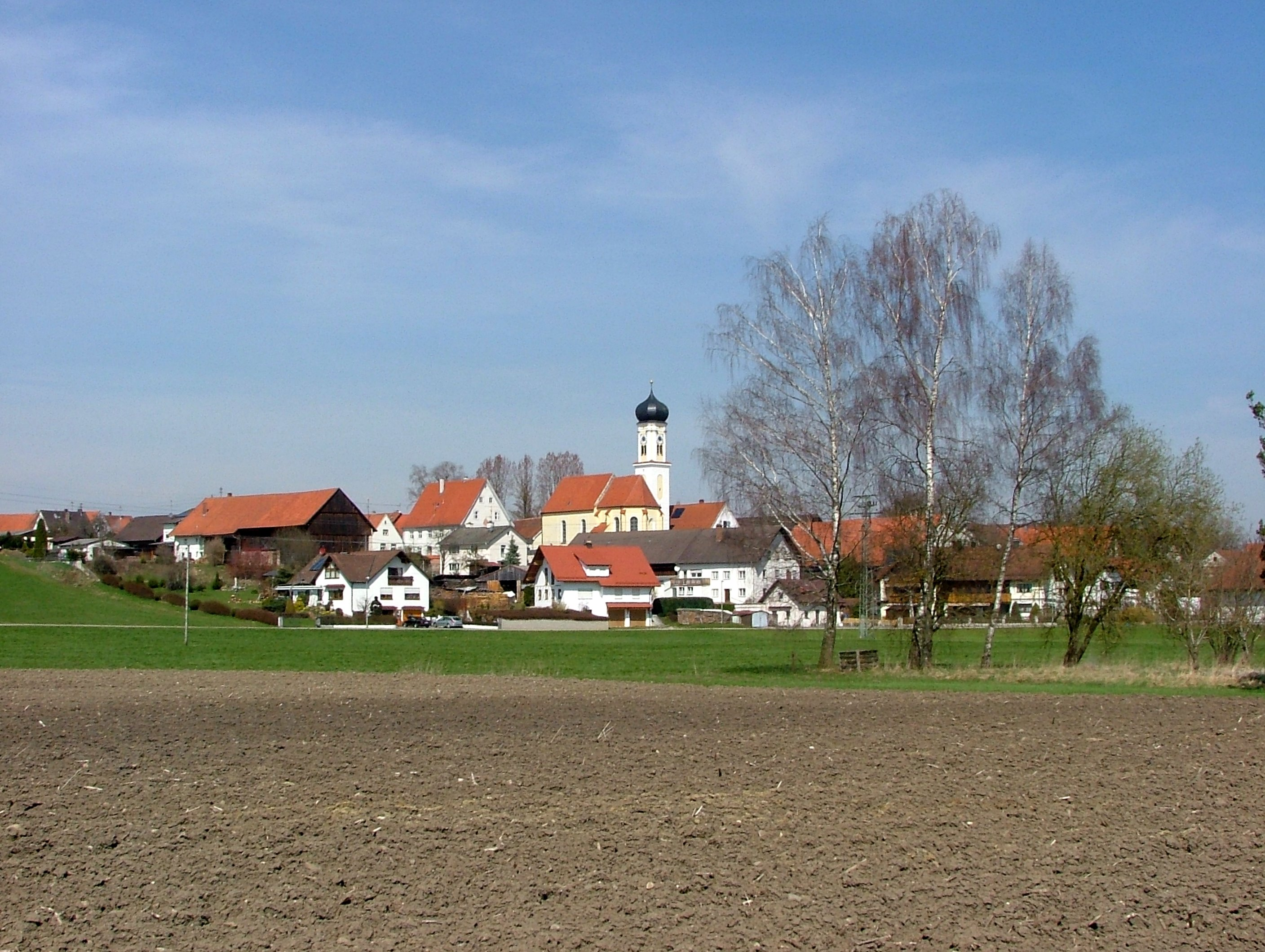

奧爾巴赫河（德語：Auerbach），是德國的河流，位於該國東南部，由巴伐利亞負責管轄，屬於韋斯特納赫河的左支流，河道全長16.6公里，流域面積29平方公里。